# Mapania holttumii
Mapania holttumii är en halvgräsart som beskrevs av Johannes Hendrikus Kern. Mapania holttumii ingår i släktet Mapania och familjen halvgräs. Inga underarter finns listade i Catalogue of Life.